# William Maxwell, V conte di Nithsdale
William Maxwell, V conte di Nithsdale (Dumfries, 1676 – Roma, 2 marzo 1744), è stato un nobile britannico.
Fervente cattolico e sostenitore di Giacomo II d'Inghilterra, dopo la Gloriosa Rivoluzione venne condannato all'esilio. Tornato in Inghilterra a seguito dell'Insurrezione giacobita del 1715, riuscì a scampare alla morte grazie all'intervento della moglie, Winifred Herbert, che lo fece fuggire rocambolescamente dalla Torre di Londra la sera prima della sua esecuzione.

## Biografia
William era il figlio primogenito di Robert, IV conte Nithsdale e di sua moglie, lady Lucie Douglas, figlia di William, XI conte di Angus e I marchese di Douglas. Nacque a Terregles House presso Dumfries, in Scozia. All'improvvisa morte di suo padre, gli succedette nei titoli di famiglia e venne perlopiù cresciuto dalla madre che lo educò sia ai principi di devozione alla fede cattolica, sia alla causa degli Stuart.
Al compimento dei 21 anni nel 1697, ottenne ufficialmente il titolo di conte e si portò segretamente in visita alla corte giacobita in esilio al castello di Saint-Germain-en-Laye per prestare giuramento a re Giacomo II d'Inghilterra in esilio. Mentre si trovava in Francia incontrò a corte la sua futura moglie, Winifred Herbert, figlia William Herbert, I marchese di Powis, anch'egli fervente sostenitore della causa degli Stuart. Dopo il loro matrimonio a Saint-Germain nel 1699, la famiglia si insediò a Terregles House, in Scozia. Durante questo periodo concitato, subì una serie di attentati alla sua casa ad opera dei presbiteriani, i quali sospettavano che egli nascondesse presso il proprio castello dei gesuiti.
Malgrado la sua discrezione politica, fu a lungo sospettato di simpatie giacobite. Nel 1712 lasciò la conduzione delle residenze di famiglia a suo figlio William (m. 1776), riservandosi una rendita personale a vita e ritirandosi a vita privata. Durante l'insurrezione giacobita del 1715, dopo alcune esitazioni iniziali, decise di riconoscere il principe James Francis Edward Stuart col nome di Giacomo III a Dumfries ed a Jedburgh, per poi aderire alle forze giacobite presso Hexham, sotto la guida del generale Thomas Forster. Nithsdale venne catturato a Preston assieme ad altri capi giacobiti ed inviato prigioniero alla Torre di Londra. Nel processo che si tenne successivamente, venne giudicato colpevole di tradimento e condannato a morte.
La moglie di William, che si trovava a Terregles, quando seppe della cattura del marito si portò immediatamente a Londra, sola e a cavallo, in pieno inverno. Personalmente presentò una petizione a re Giorgio I di Gran Bretagna, ma per tutta risposta il sovrano si rifiutò anche di riceverla. Sapendo che non vi sarebbe stato alcun perdono per il marito, la contessa iniziò ad intessere un meticoloso piano per salvare suo marito dalla Torre di Londra.
La notte precedente il giorno previsto per l'esecuzione di William (24 febbraio 1716), con l'aiuto di due altre nobildonne giacobite, Winifred mise in atto il suo piano: venne ammessa alla cella dove si trovava il marito e per prima cosa distribuì ingenti somme di denaro alle guardie di modo che potessero acquistare degli alcolici. Lei e le altre donne in visita al conte continuavano a spostarsi dalla cella del conte all'esterno, mescolandosi tra loro e creando confusione su chi fosse o meno all'interno della cella. Winifred trovò così il tempo di radere accuratamente il marito e lo fece vestire con gli abiti della sua cameriera (incluso il "Nithsdale Cloak" che ancora oggi è di proprietà della famiglia). William venne accompagnato al di fuori della prigione da una delle cameriere della moglie, mentre quest'ultima rimase per qualche tempo ancora all'interno della cella, parlando ad alta voce come per fingere che il marito fosse ancora all'interno. Dopo la fuga, i due rimasero nascosti a Londra sino a quando William non fu in grado di partire alla volta della Francia con la complicità dell'ambasciatore di Venezia che lo travestì da uno dei suoi servi per farlo imbarcare in incognito. Mentre il conte partiva alla volta del continente, Winifred fece ritorno in Scozia, sempre in incognito, per assicurarsi dello stato di salute dei suoi figli e dei beni di famiglia.
La coppia si ricongiunse in Francia e poi riparò insieme a Roma presso la corte del principe James Francis Edward Stuart dove William morì il 2 marzo 1744.

## Matrimonio e figli
William sposò Winifred Herbert, figlia di William Herbert, I marchese di Powis. La coppia ebbe insieme due figli:
- William, VI conte di Nithsdale (m. 2 agosto 1776), sposò Catherine Stewart
- Anne (m. 3 maggio 1735), sposò John Bellew, IV barone Bellew di Duleek